# Lew Emmanuilowitsch Gurewitsch
Lew Emmanuilowitsch Gurewitsch (russisch Лев Эммануилович Гуревич; * 14. Junijul. / 27. Juni 1904greg. in Paris; † 28. Juni 1990) war ein russischer Theoretischer Physiker, Festkörperphysiker, Astrophysiker und Hochschullehrer.

## Leben
Gurewitsch war der Sohn des emigrierten Publizisten und Revolutionärs Emmanuil Lwowitsch Gurewitsch  (1866–1952), der nach der Februarrevolution 1917 mit seiner Familie nach Russland zurückkehrte. Gurewitsch besuchte die Mittelschule in Saratow mit Abschluss 1919 und studierte dann am Leningrader Polytechnischen Institut (LPI) bei Wiktor Robertowitsch Bursian mit Abschluss 1925 als Elektroingenieur. 1926 begann er am Bergbau-Institut zu unterrichten. Dazu unterrichtete er an der physikalischen Fakultät der Universität Leningrad (LGU).
In der Festkörperphysik untersuchte Gurewitsch die Effekte von Phononen auf Elektronen in Metallen und Halbleitern. Er zeigte erstmals, dass eine Reihe kinetischer Effekte mit dem Phononwind zusammenhängt (1940). Ein Arbeitsschwerpunkt waren die Wellen und Instabilitäten in Festkörpern. Er entdeckte neuartige Wellen, die sich unter Nichtgleichgewichtsbedingungen bilden, beispielsweise die durch Temperaturgradienten sich bildenden thermomagnetischen Wellen. 1936 verteidigte er seine Kandidat-Dissertation.
Während des Deutsch-Sowjetischen Krieges wurde Gurewitsch nach Beginn der Leningrader Blockade mit Wissenschaftlern der LGU 1942 nach Saratow evakuiert. 1943 wurde er zum Doktor der physikalisch-mathematischen Wissenschaften promoviert. 1946 folgte die Ernennung zum Professor am LPI.
In einer Reihe von Arbeiten, teilweise zusammen mit Alexander Ignatjewitsch Lebedinski, befasste sich Gurewitsch mit der Theorie der frühen Stadien der Entstehung des Sonnensystems durch Gravitationskondensation von Staubteilchen (1945–1950). Er zeigte, dass in dünnen äußeren Hüllen der Sterne wiederholte thermonukleare Explosionen möglich sind (1947–1954).
Von der LGU wurde er 1951 im Zuge der Kampagne gegen den Kosmopolitismus entlassen. Gurewitsch wurde wissenschaftlicher Mitarbeiter des Physikalisch-Technischen Instituts (FTI) der Akademie der Wissenschaften der UdSSR (AN-SSSR, seit 1991 Russische Akademie der Wissenschaften (RAN)) in Leningrad und leitete die Abteilung für theoretische Festkörperphysik. In den 1960er Jahren gründete er im FTI eine Kosmologie-Gruppe und entwickelte eine Theorie zum ursprünglichen Vakuumzustand des Universums (1975).
Gurewitschs Schwester Olga Emmanuilna Gurewitsch (1897–1983) war die zweite Frau des Agrarökonomen, Hochschullehrers und Kunstsammlers Alexander Wassiljewitsch Tschajanow.
Gurewitschs Sohn ist der Physiker Wadim Lwowitsch Gurewitsch.